# 2 Meisjes op het Strand
2 Meisjes op het Strand was een muziekprogramma op de Vlaamse tv-zender VTM in de zomer van 2016 en 2017. De opnames gebeurden in de zomer in Oostende.
Het programma werd telkens gepresenteerd door twee bekende meisjes. In 2016 was het eerste duo dat de show presenteerde Dina Tersago en Olga Leyers. Vervolgens waren Nathalie Meskens en Natalia aan de beurt. De meisjes van K3 namen in 2016 als laatste de presentatie voor hun rekening.
De presentatieduo's in 2017 waren: Olga Leyers en Laura Tesoro, Nathalie Meskens en Ruth Beeckmans en Tine Embrechts en Josje Huisman.
In elke aflevering werden 8 artiesten uitgenodigd die samen 12 nummers brachten, solo, in duo of in groep.
In 2018 werd de overeenkomst met stad Oostende niet verlengd.
| Seizoen 1    | Presentatie                   | Presentatie                   | Locatie  | Optredende artiesten |
| ------------ | ----------------------------- | ----------------------------- | -------- | --- |
| Aflevering 1 | Dina Tersago                  | Olga Leyers                   | Oostende | Bent Van Looy, K3, State of Mind, Johannes Genard, Lola & Jan, Coco Jr, Gers Pardoel, Zwartwerk                                                |
| Aflevering 2 | Natalia                       | Nathalie Meskens              | Oostende | Laura Tesoro, Paul Michiels, Ian Thomas, Stan Van Samang, Laura Lynn, Christoff, Belle Perez, 2 Fabiola, Natalia & Nathalie Meskens            |
| Aflevering 3 | K3 (Marthe, Hanne en Klaasje) | K3 (Marthe, Hanne en Klaasje) | Oostende | Milow, Slongs Dievanongs, Tourist LeMC, Dana Winner, KIA, Bart Peeters, Jan van The Voice, Pieter Embrechts & Isolde Lasoen, Willy Sommers, K3 |
| Seizoen 2    | Presentatie                   | Presentatie                   | Locatie  | Optredende artiesten |
| Aflevering 1 | Laura Tesoro                  | Olga Leyers                   | Oostende | Natalia, Isabelle A, Milow, Vive La Fête, Milo Meskens, Buurland, Ozark Henry, Sarah Bettens, Sylver, Udo & Lisa, Stijn Meuris, Belle Perez    |
| Aflevering 2 | Josje Huisman                 | Tine Embrechts                | Oostende | K3, Soulsister, Regi, Raymond van het Groenewoud, Niels Destadsbader, Bart Peeters, Van Echelpoel, Laura Tesoro, Nathalie Meskens              |
| Aflevering 3 | Nathalie Meskens              | Ruth Beeckmans                | Oostende | Gers Pardoel, Bart Peeters, Lady Linn, Slongs Dievanongs, K's Choice, Isabelle A, Helmut Lotti, Christoff, Belle Perez, Niels Destadsbader     |

## Presentatie
| Presentatie        | Seizoen 1 (2016) | Seizoen 1 (2016) | Seizoen 1 (2016) | Seizoen 2 (2017) | Seizoen 2 (2017) | Seizoen 2 (2017) |
| Presentatie        | Afl. 1           | Afl. 2           | Afl. 3           | Afl. 1           | Afl. 2           | Afl. 3           |
| ------------------ | ---------------- | ---------------- | ---------------- | ---------------- | ---------------- | ---------------- |
| Dina Tersago       |                  |                  |                  |                  |                  |                  |
| Olga Leyers        |                  |                  |                  |                  |                  |                  |
| Natalia            |                  |                  |                  |                  |                  |                  |
| Nathalie Meskens   |                  |                  |                  |                  |                  |                  |
| Marthe De Pillecyn |                  |                  |                  |                  |                  |                  |
| Klaasje Meijer     |                  |                  |                  |                  |                  |                  |
| Hanne Verbruggen   |                  |                  |                  |                  |                  |                  |
| Laura Tesoro       |                  |                  |                  |                  |                  |                  |
| Josje Huisman      |                  |                  |                  |                  |                  |                  |
| Tine Embrechts     |                  |                  |                  |                  |                  |                  |
| Ruth Beeckmans     |                  |                  |                  |                  |                  |                  |

### 2016
- Dina Tersago
- Olga Leyers
- Nathalie Meskens
- Natalia
- K3 (Klaasje Meijer, Hanne Verbruggen en Marthe De Pillecyn)

### 2017
- Olga Leyers
- Laura Tesoro
- Ruth Beeckmans
- Tine Embrechts
- Josje Huisman